# Challenger La Manche 2016
Il Challenger La Manche 2016 è stato un torneo maschile tennis professionistico. È stata la 28ª edizione del torneo, facente parte della categoria Challenger 90 nell'ambito dell'ATP Challenger Tour 2016, con un montepremi di 42 500 €. Si è giocato dal 22 al 28 febbraio 2016 sui campi in cemento indoor del Complexe Sportif Chantereyne di Cherbourg, in Francia.

## Partecipanti

### Teste di serie
| Nazionalità | Giocatore             | Ranking* | Testa di serie |
| ----------- | --------------------- | -------- | -------------- |
| Serbia      | Filip Krajinović      | 98       | 1              |
| Giappone    | Yoshihito Nishioka    | 110      | 2              |
| Francia     | Pierre-Hugues Herbert | 111      | 3              |
| Germania    | Daniel Brands         | 132      | 4              |
| Rep. Ceca   | Adam Pavlásek         | 144      | 5              |
| Australia   | Jordan Thompson       | 149      | 6              |
| Russia      | Karen Khachanov       | 150      | 7              |
| Francia     | Kenny de Schepper     | 152      | 8              |

- Ranking al 15 febbraio 2016.

### Altri partecipanti
I seguenti giocatori hanno ricevuto una wild card per il tabellone principale:
- Grégoire Barrère
- Calvin Hemery
- Albano Olivetti
- Alexandre Sidorenko

Il seguente giocatore è entrato in tabellone come special exempt:
- Jan Hernych

I seguenti giocatori sono passati dalle qualificazioni:
- Maxime Authom
- Sadio Doumbia
- Frederik Nielsen
- Maxime Teixeira

## Punti e montepremi
| Torneo    | Torneo              | V     | F     | SF    | QF    | 2T  | 1T  | Q | Q2 | Q1 |
| Singolare | Punti               | 90    | 55    | 33    | 17    | 8   | 0   | 5 | 0  | 0  |
| Singolare | Premi in denaro (€) | 6 150 | 3 600 | 2 130 | 1 245 | 730 | 440 | – | 0  | 0  |
| Doppio    | Punti               | 90    | 55    | 33    | 17    | –   | 0   | – | –  | –  |
| Doppio    | Premi in denaro (€) | 2 650 | 1 500 | 920   | 540   | –   | 310 | – | –  | –  |

## Campioni

### Singolare
Jordan Thompson ha sconfitto in finale  Adam Pavlásek con il punteggio di 4–6, 6–4, 6–1.

### Doppio
Ken Skupski /  Neal Skupski hanno sconfitto in finale  Yoshihito Nishioka /  Aldin Šetkić con il punteggio di 4–6, 6–3, [10–6].